# Malpartida de Cáceres
Malpartida de Cáceres (extremadurai nyelven Malpartía de Caçris) egy község Spanyolországban, Cáceres tartományban. Malpartida de Cáceres Cáceres, Arroyo de la Luz és Casar de Cáceres községekkel határos. Lakosainak száma 4030 fő (2024).

## Nevezetességek
A településtől délre terül el a Los Barruecos nevű vidék, amelyet kőtenger borít és néhány kisebb tó tarkít. Különösen jelentős az itteni fehérgólya-állomány, amely miatt 1997-ben az EURONATUR az Európai Gólyásfalu címet adományozta Malpartida de Cáceresnek.

## Népesség
A település népessége az elmúlt években az alábbi módon változott:
| Lakosok száma | 4360 | 4368 | 4426 | 4469 | 4398 | 4357 | 4268 | 4122 | 4060 | 4030 |
|               | 2001 | 2004 | 2006 | 2009 | 2011 | 2014 | 2016 | 2019 | 2021 | 2024 |